# Il falco e il gabbiano
Il falco e il gabbiano è un album del 1990 di Enrico Ruggeri.

## Il disco
È il suo dodicesimo da solista ed è il primo suo album nella cui copertina appaiono le proprie iniziali, ma messe sottosopra; nella versione italiana sono coperte dal volto di Ruggeri, che ha in mano una sigaretta (ricorrente nelle copertine di molti altri suoi album), ma sono ben marcate in giallo sopra la sua testa nella ristampa tedesca.
L'album contiene tracce diventate cavalli di battaglia del cantautore come Ti avrò e Punk (prima di te), ed è uno dei suoi più venduti insieme a Peter Pan e La giostra della memoria, aggiudicandosi due Dischi di platino e un Disco d'oro e raggiungendo il 36º posto degli album più venduti nel 1990.

## Tracce
1. Oggi ritorno – 5:01
2. Cielo nero – 4:05
3. Come stai? – 3:27
4. Punk (prima di te) – 3:15
5. Notte di stelle – 3:56
6. Ti avrò – 4:51
7. La voglia che ho – 4:14
8. Chi l'ha visto? – 4:44
9. Lo sguardo come il mio – 5:33
10. Il volo del falco e del gabbiano – 4:49

- L'ultima traccia, inclusa solo su CD e sul lato B del 45 giri di Ti avrò, ne è la versione strumentale, con variazioni sul tema.
- Di Ti avrò fu registrata una reinterpretazione in concerto nell'album Cuore, muscoli e cervello.
- La maggior parte dei brani sono dedicati a suo figlio.[senza fonte]

## Formazione
- Enrico Ruggeri – voce
- Luigi Schiavone – chitarra, programmazione, tastiera
- Luigi Fiore – batteria
- Vittorio Cosma – tastiera, pianoforte
- Fabrizio Palermo - tastiere
- Fortunato Saccà – basso
- Mao Granata – batteria
- Malcolm McDonald, Emi Callina, Giulia Fasolino, Paola Folli, Silvio Pozzoli – cori